# 大港区 (天津市)
大港区是原中华人民共和国天津市下辖的一个市辖区，面积1113平方公里，总人口37.66万。2009年11月9日，大港区和塘沽区、汉沽区合并成为新的市辖区滨海新区。

## 经济
大港区是国家重点发展的特大型石油化工基地之一，负责大港油田生产的中国石油天然气股份有限公司大港油田分公司位于此。2007年，大港区实现全区生产总值302.51亿元，较2006年增长6%；完成区级财政收入7.85亿元，较2006年增长27.5%。

## 交通
大港区距天津滨海国际机场38公里、天津港28公里、距北京165公里。境内有205国道、丹拉高速公路、京普高速公路与津港公路相联。

## 行政区划
辖5个街道、3个镇：
塘沽街道、杭州道街道、新河街道、大沽街道、新北街道、北塘街道、胡家园街道、新港街道、新村街道、天津经济技术开发区东区泰达街道、汉沽街道、寨上街道、茶淀街道、大港街道、古林街道、海滨街道、新城镇、杨家泊镇、太平镇、小王庄镇、中塘镇、天津经济技术开发区（其他片区）、天津港保税区、天津滨海新区高新技术产业开发区、东疆保税港区和中新天津生态城。

## 交通
- 336国道0公里起点。